# سبينوشك موردليسته
سبينوشك موردليسته (بالنرويجية: Spynorsk mordliste) وتعني حرفياً قائمة التقيؤ النرويجية الاغتيالية أو قائمة الاغتيال النرويجية المتقيئة، مصطلحٌ ازدرائي يهدف لتحقير النينوشك، أحد معايير كتابة اللغة النرويجية. وهو تورية (تلاعب بالكلمات) لـ (Nynorsk ordliste) أي حرفياً قائمة كلمات النرويجية الجديدة (معجم النينوشك).

## لمحة
نُشر معجم النينشوك (Nynorsk ordliste) أول مرة في عام 1938؛ وظهرت النسخة الحادي عشرة في عام 2012.
إن تعلم الكتابة بمعياري اللغة النرويجية (البوكمول والنينوشك) إجباريٌ في المدارس النرويجية. أصبحت من النينوشك بين الطلاب مستخدمي البوكمول منتشرة على نطاقٍ واسع منذ نهاية القرن العشرين. على سبيل المثال، يستخدمون القلم لتغيير عنوان معجم النيشنوك "Nynorsk ordliste" إلى "Spynorsk mordliste".

## دلالة
أشارَ عالمُ الإنسانيات توماس هيلاند إريكسن (Thomas Hylland Eriksen) في كتابه Typisk norsk (النرويجية المثالية/النموذجية) المنشور عام 1993، أن «قائمة الاغتيالات النرويجية» (Nynorsk mordliste) [[[تكذية (كتب)|كـ]]] كونها من بين السمات الثقافية النرويجية النموذجية، بما أن هذا المصطلح له مفهوم معين للعديد من النرويجيين.
أصبح المُصطلحُ يُستخدم أيضاً في السياسة. ففي الفترة التي سبقت الانتخابات النيابية في النرويج عام 2005، اكتسبَ السياسيُ المحافظ هارالد فيكتور هوفه (Harald Victor Hove) من هوردالان بعضَ الانتباه لقيامه بحرق نسخة من معجم النينوشك (Nynorsk ordliste) كجزءٍ من حملته الانتخابية. وقد أشارَ إلى الكتاب بـ«قائمة الاغتيال النرويجية المتقيئة، كما اعتدنا أن ندعوها». وقد استخدم المصطلح خلال المناقشات في مجلس مدينة أوسلو، معقل البوكمول. تحدثت السياسية أنيتا إلست (Anette Elseth) من الحزب التقدمي عن الحد من إجبار الطلاب على الكتابة بمعيار واحد فقط، وأضافت أنها وآخرين اعتادوا على تغيير اسم المعجم إلى "Spynorsk mordliste". في نقاشٍ آخر، ادعى خطابياً السياسي المُحافظ أويستاين سوندلين (Øystein Sundelin) أن معظم مرتادي المدارس في أوسلو - وبكل أسف - قد كتبوا "Spynorsk mordliste" على معاجمهم.